# Pseudotensor
En física i matemàtiques, un pseudotensor és normalment una quantitat que es transforma com un tensor sota un canvi de sistema de coordenades que conserva l'orientació (p. ex., una rotació pròpia), i que a més canvia de signe sota una transformació de coordenades que inverteix l'orientació (p.ex., una rotació impròpia, és a dir una transformació que pot ser expressada com una rotació pròpia seguida d'una reflexió). Un pseudotensor pot ser considerat com una generalització multidimensional d'un pseudovector.
En el context de relativitat general; els pseudotensors són objectes que obeeixen lleis de transformació menys estrictes que els tensors. En aquest cas, la forma d'un pseudotensor canvia, en general, quan el sistema de referència és alterat. Així, una equació amb pseudotensors que és vàlida en un referencial donat no ho és necessàriament en un de diferent; fent dels pseudotensors una quantitat de rellevància limitada car les equacions on apareixen no són invariants.

## Definició
Existeixen dos objectes matemàtics, en contextos prou diferents, anomenats pseudotensors.
El primer context és essencialment un tensor multiplicat per un factor extra de signe, de manera que el pseudotensor canvia de signe sota reflexions, mentre que un tensor normal no ho fa. Un pseudotensor P del tipus (p,q) és un objecte geomètric els components del qual en una base arbitrària són enumerats pels índexs (p + q), i obeïxen la regla de transformació
{\displaystyle {\hat {P}}_{\,j_{1}\ldots j_{p}}^{i_{1}\ldots i_{q}}=(-1)^{A}A^{i_{1}}{}_{k_{1}}\cdots A^{i_{q}}{}_{k_{q}}B^{l_{1}}{}_{j_{1}}\cdots B^{l_{p}}{}_{j_{p}}P_{l_{1}\ldots l_{p}}^{k_{1}\ldots k_{q}}}
sota un canvi de base.
Aquí, {\displaystyle {\hat {P}}_{\,j_{1}\ldots j_{p}}^{i_{1}\ldots i_{q}},P_{l_{1}\ldots l_{p}}^{k_{1}\ldots k_{q}}} són els components del pseudotensor en les bases noves i velles, respectivament, {\displaystyle A^{i_{q}}{}_{k_{q}}} és la matriu de transició per als índexs contravariants, {\displaystyle B^{l_{p}}{}_{j_{p}}} és la matriu de transició per als índexs covariants, i {\displaystyle (-1)^{A}=\mathrm {sign} (\det(A^{i_{q}}{}_{k_{q}}))=\pm {1}}. Aquesta regla de transformació difereix de la regla per a un tensor normal en el tractament intermedi només per la presència del factor (−1)A.
El segon context on el terme "pseudotensor" és utilitzat és en la teoria de relativitat general. En aquesta teoria, hom no pot descriure l'energia i moment del camp gravitacional per un tensor d'energia-moment, sinó que hom introdueix objectes que es comporten com a tensors respecte a transformacions de coordenada restringides. Rigorosament, els objectes d'aquest tipus (com el pseudotensor de Landau-Lifshitz) no són tensors en absolut.

## Exemples
Sobre varietats no-orientables, hom no pot definir globalment una forma de volum a causa de la no-orientabilitat, però es pot definir un element de volum, el qual és formalment una densitat, també anomenada pseudo-forma de volum, que és una densitat pseudotensorial segons la primera definició.
En integració multidimensional, un canvi de variables pot ser aconseguit mitjançant la incorporació d'un factor donat pel valor absolut del determinant de la matriu jacobiana. L'ús del valor absolut introdueix un canvi de signe per a transformacions de coordenada impròpies per compensar la convenció de mantenir positiu l'element d'integració de volum; com a tal, un integrand és un exemple d'una densitat pseudotensorial d'acord amb la primera definició.
Els símbols de Christoffel d'una connexió afí en una varietat poden ser considerats com els termes de correcció de les derivades parcials d'una expressió de coordenades d'un camp vectorial. Mentre que la connexió afí en si mateixa no depén en l'elecció de coordenades, els seus símbols de Christoffel sí que hi depenen, convertint-los en una quantitat pseudotensorial segons la segona definició.